# Night Moves (film 2013)
Night Moves è un film del 2013 diretto da Kelly Reichardt e con protagonisti Dakota Fanning, Jesse Eisenberg, Peter Sarsgaard e Alia Shawkat.
La pellicola è stata presentata in concorso alla 70ª Mostra internazionale d'arte cinematografica di Venezia.

## Trama
I tre ambientalisti Harmon, Dena e Josh decidono di unire le loro forze per compiere il gesto più eclatante della loro vita: far esplodere una diga idroelettrica simbolo dell'industria capitalista che consuma energia e preziose risorse naturali. Il loro scopo non è però quello di far del male a delle persone, ma quello di cambiare in meglio il mondo.

## Distribuzione
Il film è stato proiettato in anteprima mondiale il 31 agosto 2013 in concorso alla 70ª Mostra internazionale d'arte cinematografica di Venezia e l'8 settembre alla 38ª edizione del Toronto International Film Festival.

## Riconoscimenti
- Festival del cinema americano di Deauville
  - 2013 – Grand Prix
- Semana Internacional de Cine de Valladolid
  - 2013 – Miglior direttore della fotoografia a Christopher Blauvelt